# Cathédrale Saint-Pierre de Moûtiers
La cathédrale Saint-Pierre de Moûtiers est une cathédrale catholique romaine, située à Moûtiers, dans la vallée de la Tarentaise, en Savoie (France). Elle a été classée sur la liste des monuments historiques le 30 octobre 1862, remplacé par un arrêté de classement du 30 octobre 1906.
C'était à l'origine le siège de l'archidiocèse de Tarentaise, supprimé à la suite du concordat du 2 avril 1802 qui crée le diocèse de Chambéry-Genève. La cathédrale est devenue ensuite le siège du diocèse de Tarentaise de 1825 à 1966, jusqu'à ce qu'un décret du Saint-Siège unisse les trois évêchés de Chambéry, de Tarentaise et de Maurienne en un évêché de Chambéry, Maurienne et Tarentaise.

## Historique

### Origine
L'évêché de la Tarentaise a été créé au Ve siècle, mais il ne reste rien de la cathédrale initiale. Une lettre du pape saint Léon datant de 450 indique que l'évêché est rattaché à la métropole de Vienne.
Le premier texte mentionnant la cathédrale est celui de l'homélie prononcée par saint Avit, archevêque de Vienne, dans la cathédrale reconstruite par Sanctus entre 517 et 525, évêque de Darantasia (Moûtiers), au moment de sa dédicace (dicta in basilica sancti Petri quam Sanctus episcopus Tarantasiae condidit). Saint Avit indique que cette nouvelle cathédrale en remplace une autre devenue trop petite.
Il est probable qu'il a été construit à Darantasia, comme à Genève, à Lyon et dans plusieurs villes épiscopales, un groupe épiscopal comprenant l'église de l'évêque, l'église paroissiale et le baptistère. Des fouilles entreprises au XIXe siècle ont permis de retrouver un bâtiment circulaire au chevet de la cathédrale.
Les Sarrazins ont fait plusieurs incursions dans les Alpes jusqu'à Moûtiers, détruisant probablement la cathédrale[réf. nécessaire]. Après l'enlèvement en juillet 972 de Maïeul, abbé de Cluny, au cours d'un de ses voyages entre Cluny et Rome, le comte de Provence, Guillaume Ier et plusieurs seigneurs de Provence se sont lancés dans une opération contre les Sarrasins retranchés à La Garde-Freinet qu'ils ont pris en 973.
Rodolphe III fait des archevêques de Tarentaise des « comtes » de Tarentaise en 996 (« Charte de Rodolphe III »). En réalité, il leur octroie le comitatus sur une partie de la vallée. Quand le royaume de Bourgogne est revenu à Conrad II, il est intégré au Saint-Empire romain germanique. Les archevêques de Tarentaise sont devenus des princes d'Empire. Ce titre de comte va donner aux archevêques des moyens financiers importants leur permettant de reconstruire leur cathédrale. Les droits des archevêques-comtes seront confirmés en 1186 par Frédéric Barberousse, dans une Bulle d'or.

### Construction de la cathédrale
Au XIe siècle l'archevêque, peut-être Aymon/Amizon ou un successeur immédiat, a entrepris de reconstruire la cathédrale qui avait été endommagée au cours des incursions sarrasines. En même temps que l'église ont été reconstruits l'évêché, au sud, le long de l'Isère, et le cloître, au nord, sur la place.
De la cathédrale romane, il ne reste que le chœur et l'abside. Elle possédait quatre tours dont seules deux subsistent. Ainsi, le chœur jadis entouré de deux tours ne conserve que celle septentrionale faisant office de clocher. Le chœur avait été décoré de fresques qui ont été recouvertes par un enduit après 1650 par Mgr Milliet de Challes. Des éléments de ce décor ont été mis au jour en 1882 par l'architecte Borrel.
Le même archevêque a fait supprimer la crypte construite au XIe siècle sous le chœur. Celle-ci servait de martyrium où étaient exposées les reliques. Elle créait une surélévation du chœur. L'archevêque avait justifié cette destruction par le risque qu'elle faisait courir à la stabilité de l'abside.
Les dernières études de la cathédrale ont montré qu'elle a dû être construite en deux temps :
- la partie orientale, vers 1020,
- la partie occidentale, la nef, vers 1050.

De la nef romane, il subsiste le mur gouttereau sud qui a été aménagé.
La cathédrale a été restaurée par l'archevêque Pierre II, entre 1141 et 1175. Son biographe indique qu'il dota la cathédrale de voûtes de pierre, c'est-à-dire la nef, car le chœur était déjà voûté.
Le 25 juillet 1454, le cardinal Jean d'Arces, archevêque-comte de Tarentaise, a fondé la chapelle des Innocents dans la cathédrale. C'est lui qui a entrepris de reconstruire une partie de la cathédrale dans le style gothique. Une plaque apposée à gauche du portail donne la date de 1461. Elle cite le nom du maître maçon et tailleur : François Cirgat.
L'archevêque François-Amédée Milliet de Challes et d’Arvillars entreprend de transformer la cathédrale pour la rendre conforme à la liturgie définie au concile de Trente :
- destruction de la crypte pour descendre le niveau du chœur par rapport à l'avant-chœur,
- réalisation de baies dans les croisillons du transept pour l'éclairer,
- construction de la coupole avec lanternon à la croisée du transept par Louis Billot.

Le premier prix-fait date du 31 octobre 1669 et le second du 1er avril 1671.
En 1686 est construit le porche qui se trouve à l'entrée de la cour précédant la cathédrale. Il a été détruit au moment de la Révolution et reconstruit en 1864.

### Démolitions révolutionnaires
Avec l'arrivée des troupes françaises en 1792, la cathédrale va être transformée en Temple de la Raison.
En 1793, le représentant en mission Antoine Louis Albitte décide qu'il faut raser les clochers car ils dérogent au principe d'égalité. Malheureusement, ces travaux de démolition faits sans précaution vont entraîner l'affaissement de la charpente : les voûtes romanes et gothiques s'effondrent le 24 décembre 1794.
Après la mort de l'archevêque en 1793, les prêtres se réfugient en Piémont. Il faut attendre le concordat de 1801 pour voir rétablie la situation de l'Église à Moûtiers, mais l'archevêché de Moûtiers est supprimé au profit de Chambéry dont le diocèse s'étend sur les deux départements de Savoie et de Haute-Savoie, le canton de Genève et le Pays de Gex
Après la chute de l'Empire, en 1815, la Savoie revient sous la souveraineté du roi Sardaigne, duc de Savoie.

### Restauration de la cathédrale
Chambéry devient un archevêché en 1817 et l'évêché de Tarentaise est rétabli en 1825 en même temps que celui de Maurienne. Le nouvel évêque, Mgr Martinet, vient s'installer dans une cathédrale ruinée. La nef, reconstruite dans un style classique, remonte au XIXe siècle.
À partir de 1827, on commence à réfléchir à la restauration-reconstruction de la cathédrale. Les travaux sont confiés aux architectes Ernesto Melano (1792-1867) et Sogno.
La décoration a été donnée au peintre fresquiste Casimir Vicario. C'est lui qui doit peindre les personnages de la coupole de la croisée du transept suivant les indications prévues dans le contrat signé le 13 février 1829 par l'évêque Antoine Rochaix et lui-même (il a réalisé plus tard les fresques de la cathédrale Saint-François-de-Sales de Chambéry).
La cathédrale est bénite le 31 octobre 1829 et elle est consacrée le 3 juillet 1831.
L'édifice est classé Monument historique le 30 octobre 1862.
En 1869, une chapelle latérale est construite sur le bas-côté de la nef.
En 1882, l'architecte Borrel reconstitue une crypte romane et fait disparaître la décoration du XVIIe siècle dans le chœur.

## Architecture
La cathédrale est construite suivant un plan de croix latine. La nef comprend quatre travées voûtées d'arêtes avec deux bas-côtés de même hauteur, un transept saillant avec une coupole à lanternon à la croisée.
Le chœur ne comprend qu'une travée voûtée d'arêtes flanquée de deux chapelles qui se trouvaient à la base des deux tours orientales détruites à la Révolution et dont seule la tour nord a été reconstituée après 1860. Le chœur se termine par une abside romane voûtée en cul-de-four.

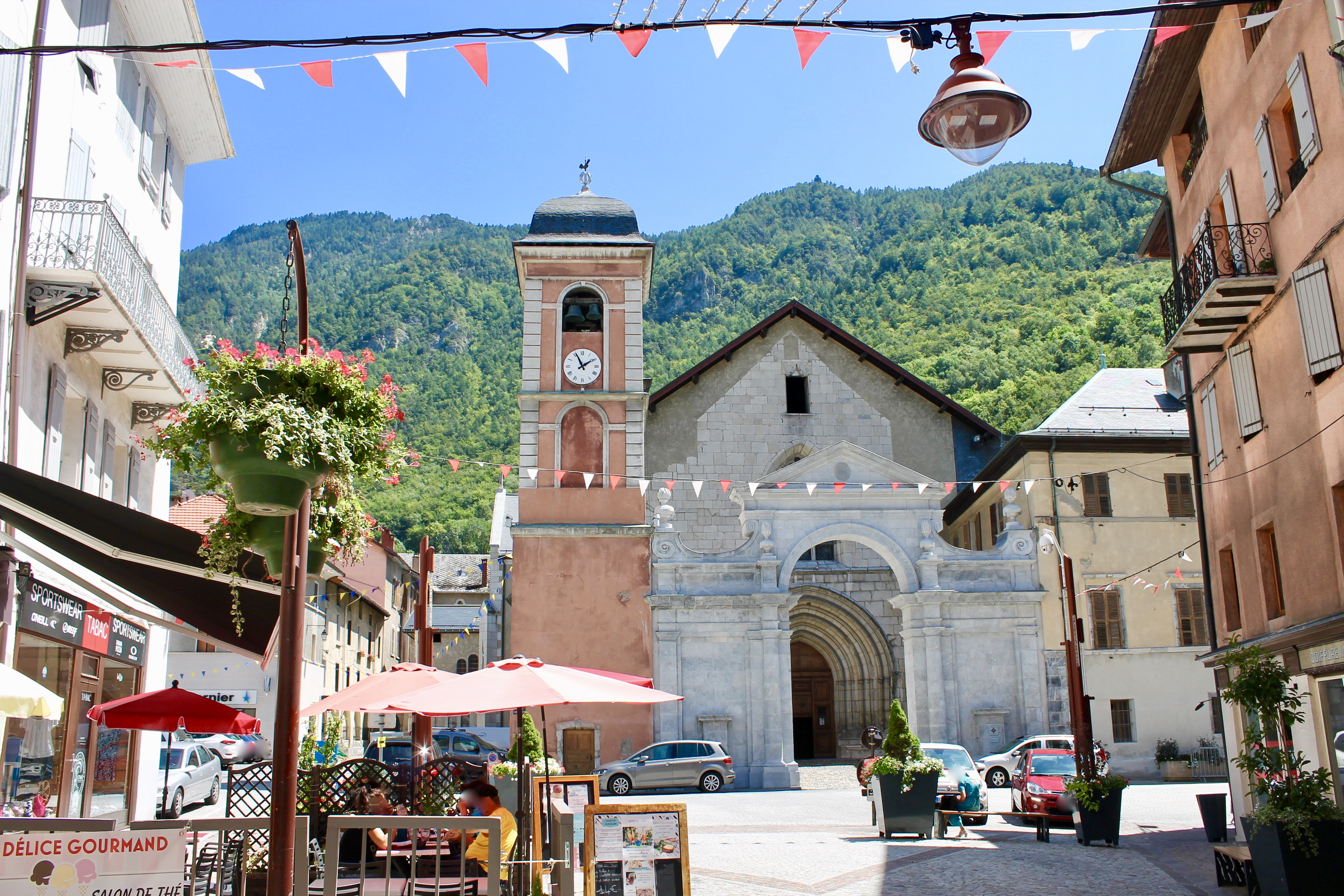
La cathédrale depuis le Grande Rue.
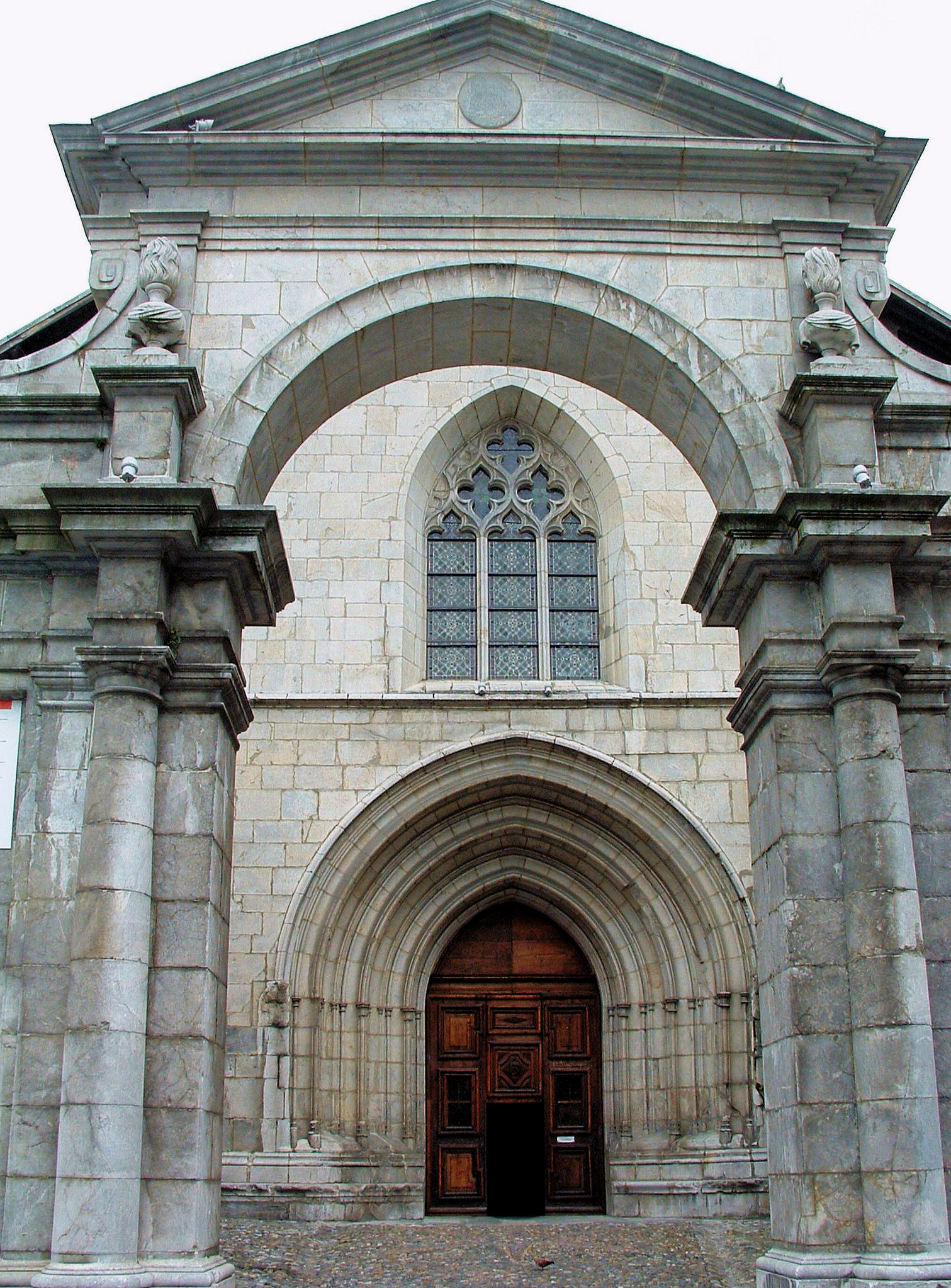
Portail baroque donnant accès à la cathédrale dont la façade date du XVe siècle.
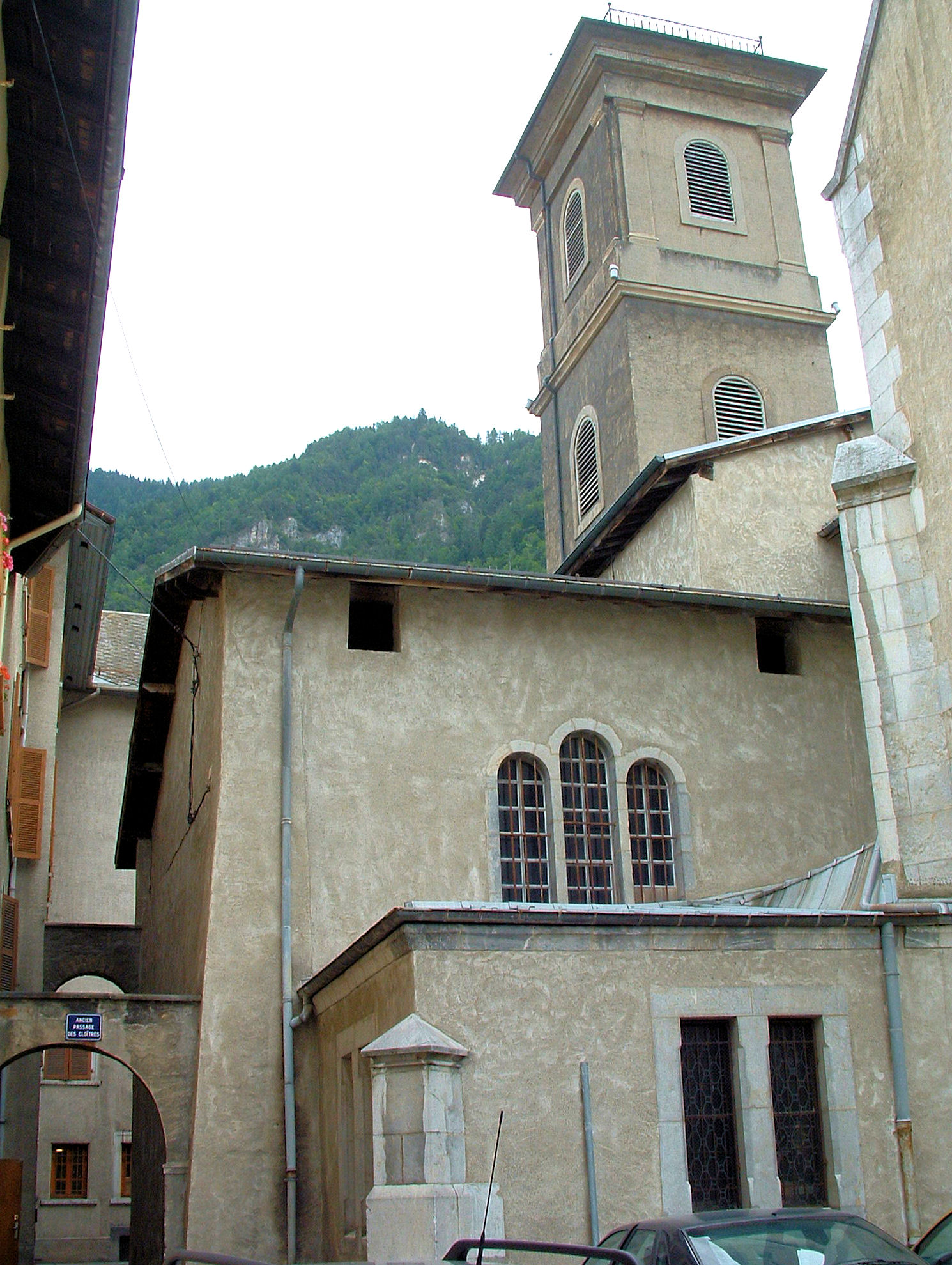
Chapelle latérale nord et tour orientale.
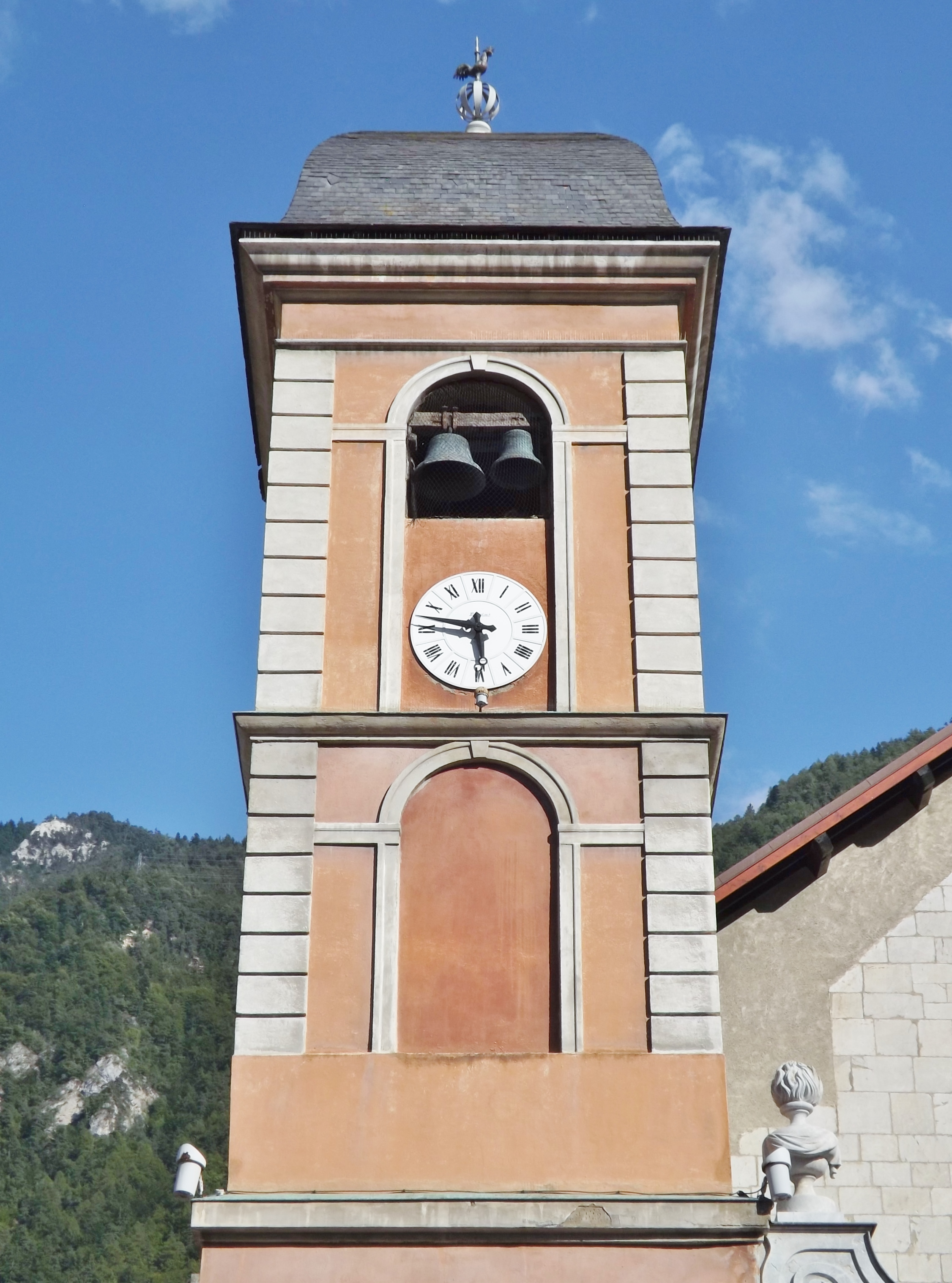
Clocher.
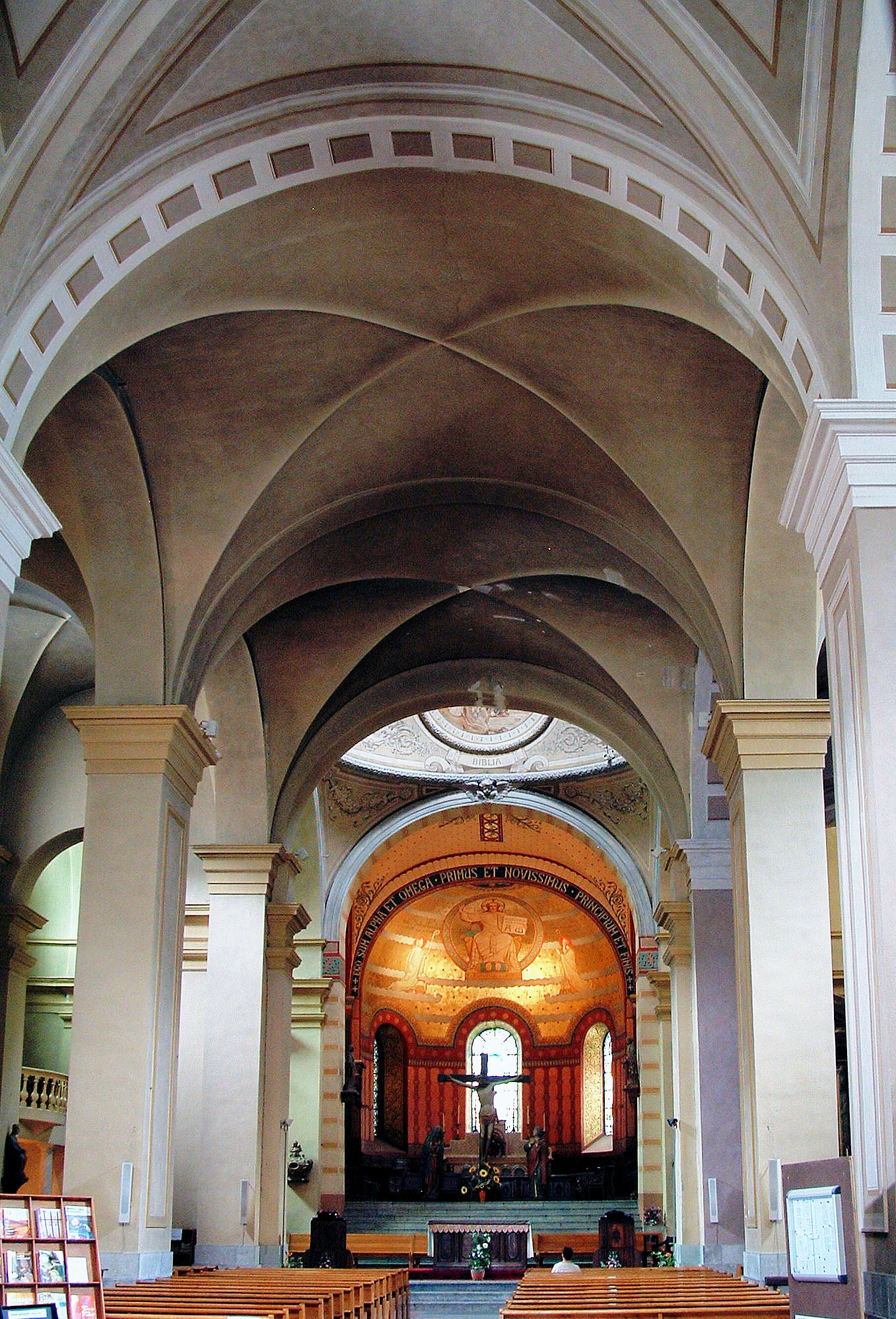
La nef reconstruite vers 1827.
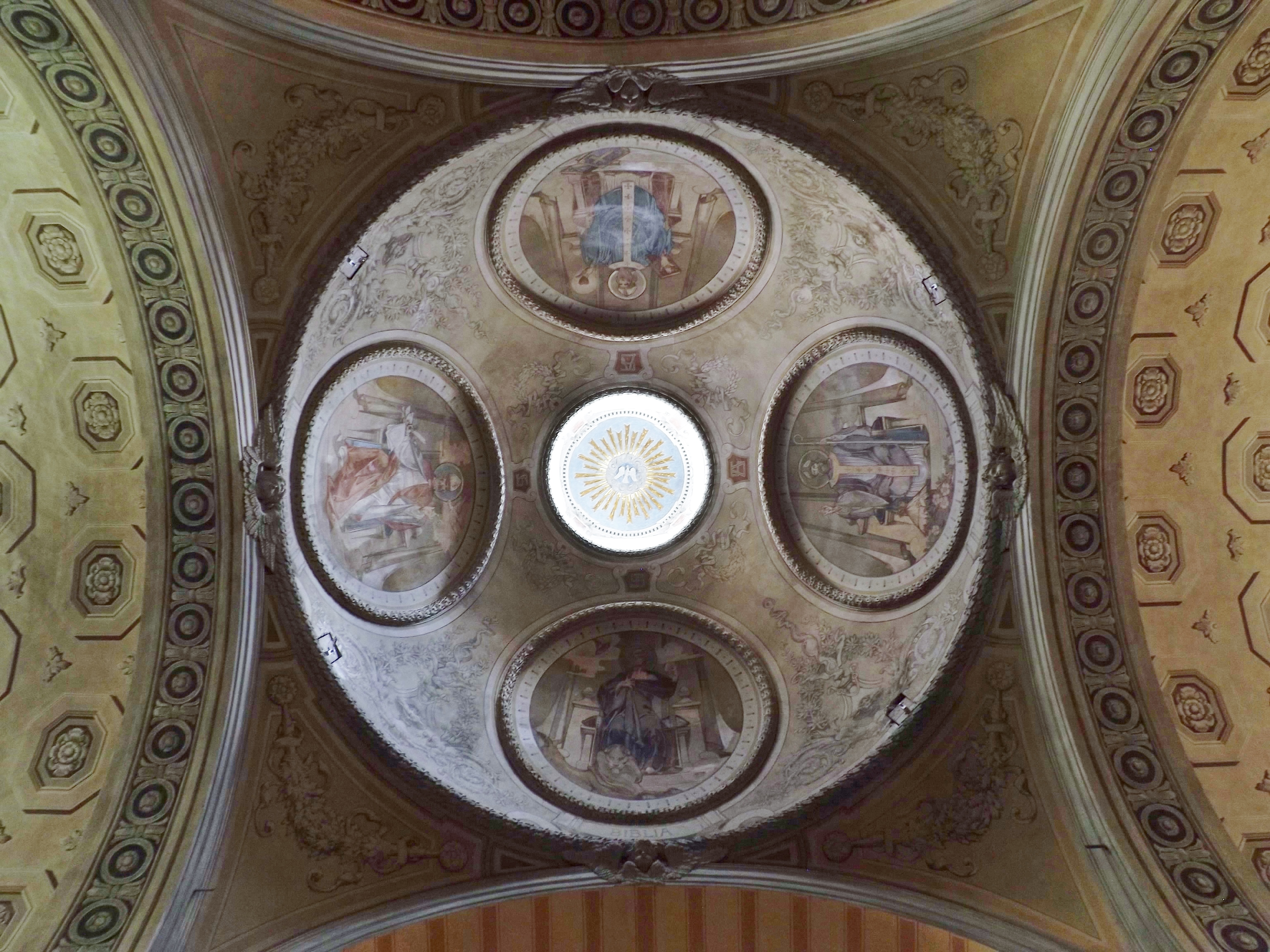
La coupole peinte en 1829 par Casimir Vicario.